# Dança circular sagrada
As Danças Circulares são uma expressão artística que sempre esteve presente na história da humanidade - nascimento, casamento, plantio, colheita, chegada das chuvas, primavera, morte - e refletiam a necessidade de comunhão, celebração e união entre as pessoas. Foi Bernhard Wosien (1908-1986), bailarino clássico, coreógrafo, pedagogo e pintor que, nas décadas de 50/60, percorreu o mundo recolhendo e resgatando as   danças de diferentes povos. Em 1976, visitou a Comunidade de Findhorn, no norte da Escócia e, a pedido de Peter Caddy, um dos seus fundadores, ensinou pela primeira vez uma coletânea de danças folclóricas para os residentes.
Bernhard Wosien já estava com mais de 60 anos e buscava uma prática corporal mais orgânica para expressar seus sentimentos. Ele percebeu que havia encontrado o que procurava, pois, dançando em roda, vivenciou a alegria, a amizade e o amor, tanto para consigo mesmo como para com os outros, e sentiu que as danças circulares possibilitavam uma comunhão sem palavras e mais amorosa entres as pessoas.
De 1976 em diante, centenas de danças foram incorporadas ao repertório inicial e o movimento passou a se chamar Danças Circulares Sagradas. E, desde então, esse movimento se espalhou pelo mundo. A Dança Circular se chama e se torna sagrada pelo fato de permitir que "Os participantes entrem em contado com sua essência, com seu eu superior, com a centelha divina que existe dentro de cada um de nós. No momento desse contato, temos a união do corpo (matéria) com o espírito".
No Brasil, as Danças chegaram através de Carlos Solano, que foi hóspede na Fundação Findhorn por um longo tempo, nos anos 80. Ele fez o treinamento em Danças Sagradas com Anna Barton e recebeu o certificado como sendo o primeiro instrutor de Danças Sagradas no Brasil.
Em 1983, Sara Marriott, que viveu em Findhorn, foi convidada a vir para o Brasil para iniciar um trabalho de educação holística no Centro de Vivências Nazaré (hoje Nazaré Universidade da Luz), comunidade fundada em 1982, por um grupo de pessoas lideradas por Trigueirinho, em Nazaré Paulista, no Estado de São Paulo. Para auxiliar esse trabalho em Nazaré, ela trouxe uma ou duas fitas cassetes com as danças de Findhorn.
Algum tempo depois de haver retornado da Escócia e já estar trabalhando com as danças, Solano foi procurando por David e Jane de Nazaré, que queriam vivenciar as danças na prática, pois só as conheciam através de apostilas.
Em 1990, Christina Dora (Sabira) vai à Suíça e conhece Maria Gabriele Wosien, e traz as danças para Nova Friburgo, no RJ. Nessa ocasião, Patrícia Azarian conhece as Danças Circulares e se inicia um trabalho e expansão no Rio de Janeiro. A partir daí, pessoas de Findhorn vieram ao Brasil, brasileiros foram até lá e o movimento começou a se expandir cada vez mais.